# 大門坂

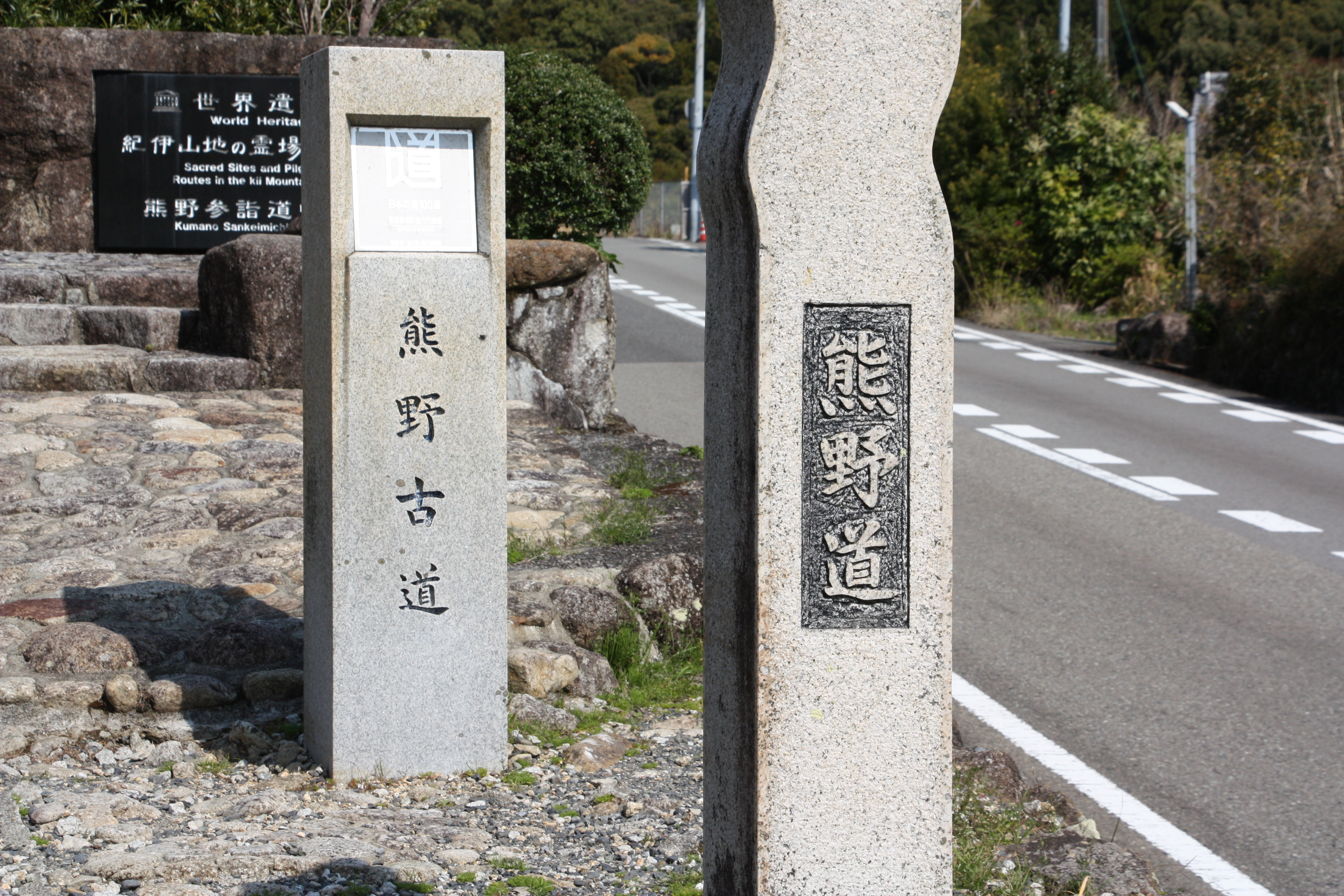
日本の道100選、熊野古道であることを示す碑

大門坂（だいもんざか）は、和歌山県の那智勝浦町にある坂道で、熊野那智大社への参道。熊野古道（熊野参詣道）・中辺路の一部。

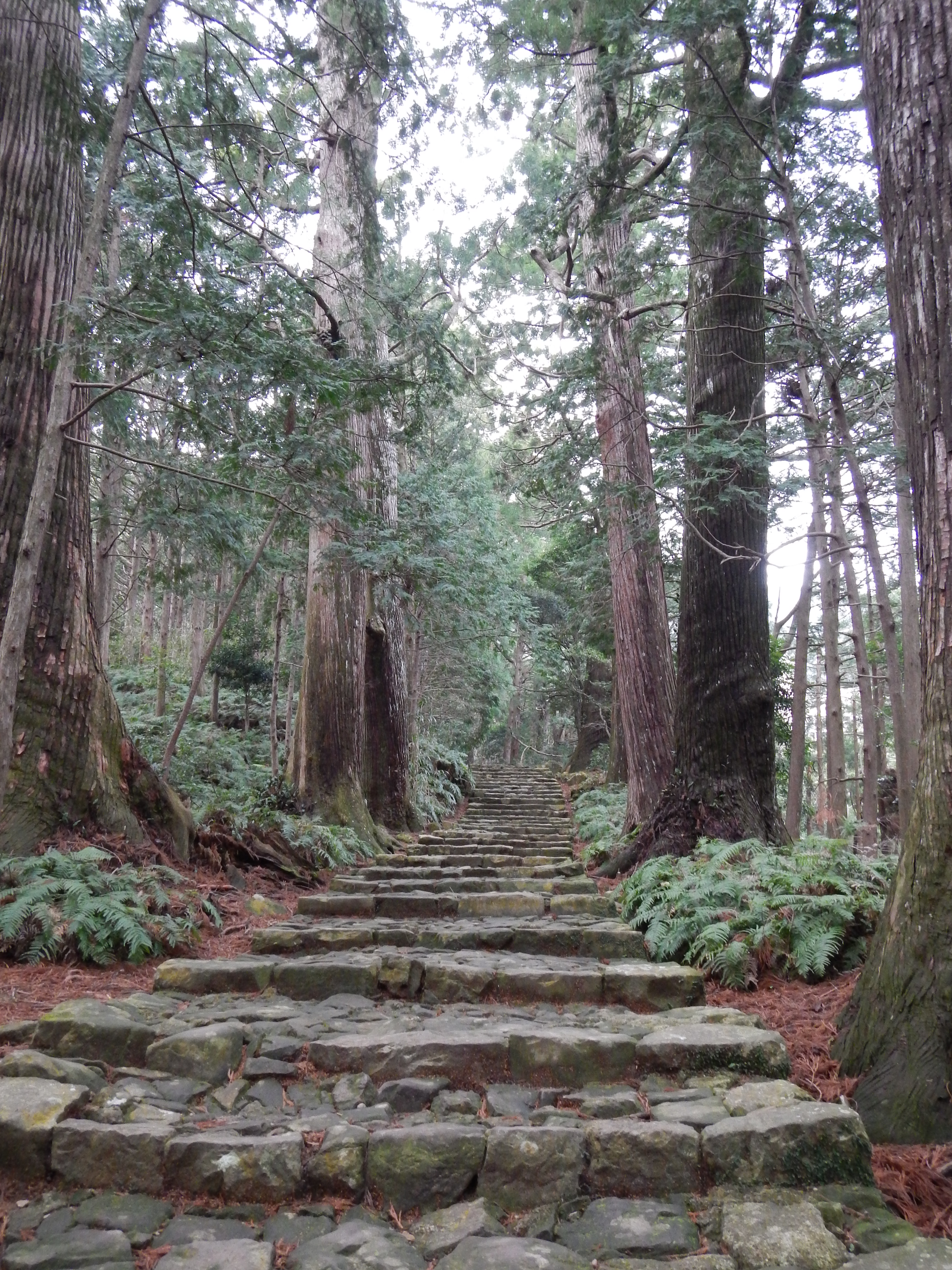
大門坂

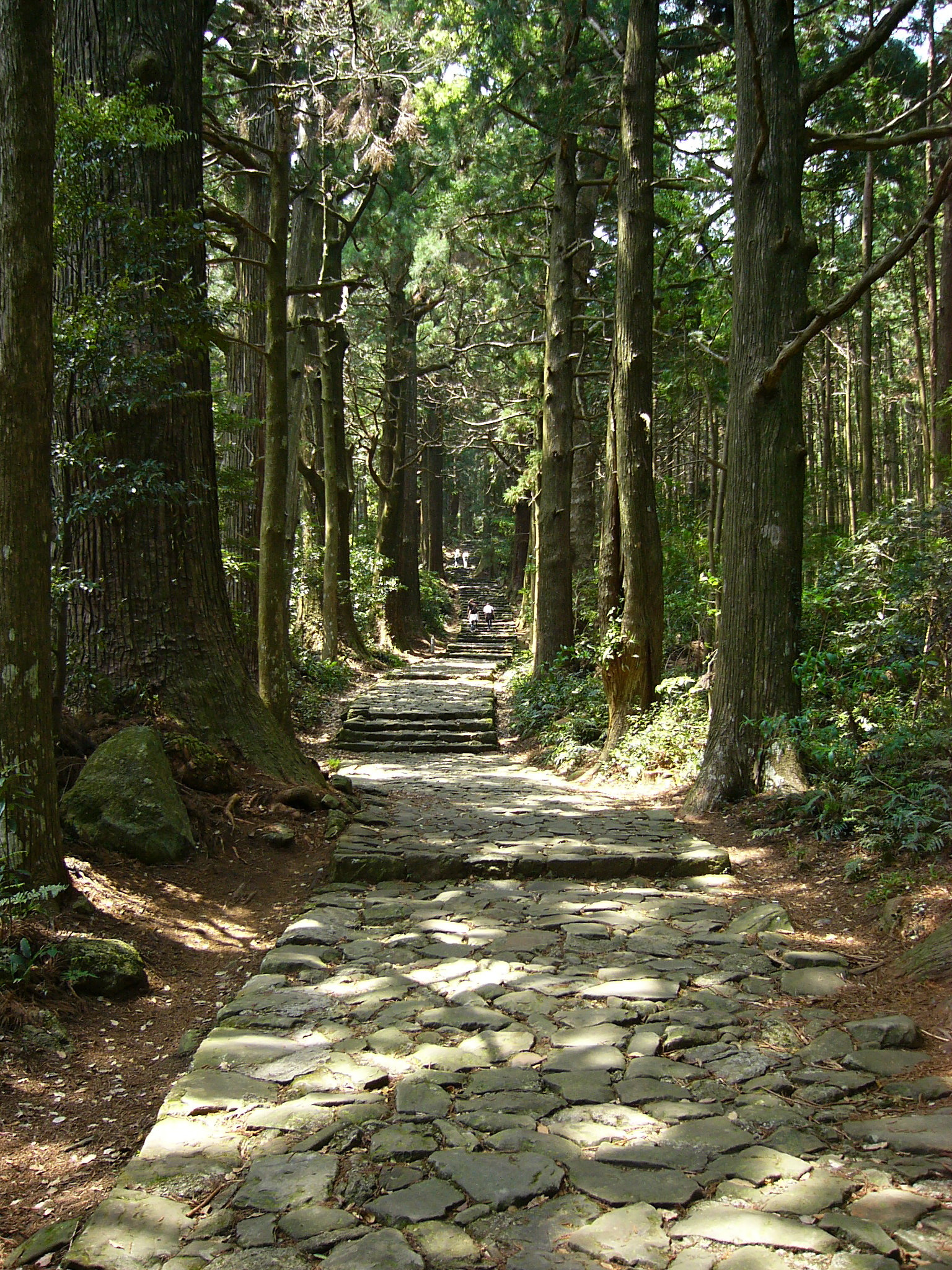
石畳の道

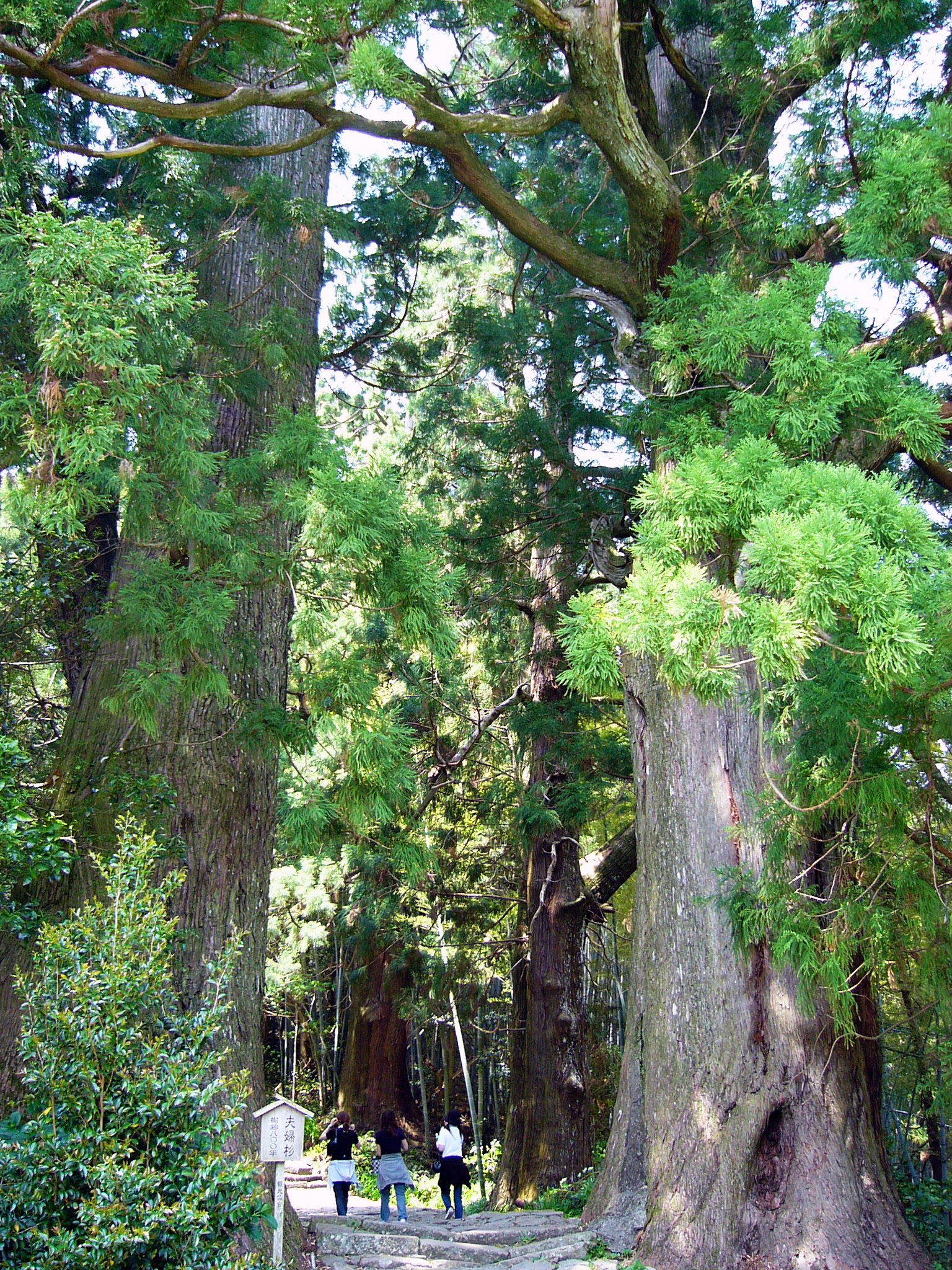
夫婦杉

## 概要
熊野古道のかつての面影を、もっとも色濃く残しているところとして知られ、和歌山県道46号那智山勝浦線の那智勝浦町市野々のふもとから那智山に至る1kmほどの石段・石畳の道である。かつて坂の入り口に大門があり、通行税を徴収していたことが名称の由来とされる。法定上の路線名は那智勝浦町道大門坂線で、那智勝浦町が管理する。
坂道の両側に、まるで門柱のようにそびえる夫婦杉をくぐり、九十九王子最後の一社・多富気王子を横目に、樹齢数百年の深い杉木立の中に石畳の道をたどる。夫婦杉の高さは54.5mあり、胸高幹周は8.5m、枝梁は13mある。夫婦杉に続く杉並木は、樹齢200 - 300年余り（夫婦杉の樹齢は約800年）といわれ、石畳の両側に200本ほどが茂っており、県指定天然記念物に指定されている。石畳は苔むしており、杉並木道は昼間も木漏れ日が入る程度で静粛なたたずまいを見せている。途中に南方熊楠が3年間研究のために滞在した「大阪屋旅館跡」や通行料を徴収した関所の「十一文関跡」がある。
坂を上りきったところは、西国33か所第1番札所那智山青岸渡寺と熊野三山のひとつ熊野那智大社が隣り合わせにあり、日本一の高さ133mの那智滝へも直ぐの位置にある。石段の山に向い右側は那智大社所有地、左側は民有林である。
霊場那智山のシンボルとして熊野参詣道大門坂の杉並木は、1986年（昭和61年）8月10日の道の日に、旧建設省と「道の日」実行委員会により制定された、「日本の道100選」にも選ばれている。那智勝浦を代表する観光名所として、毎年10月の第4日曜日は、時代衣装をまとって行列を成し大門坂を歩く、いにしえの熊野詣を再現した「あげいん熊野詣」のイベントが行われる。
大門坂を通り那智大社までのコースは、歩きやすい距離で駅からのアクセスも良く、那智勝浦を訪れる観光客に人気である。

### 路線データ
- 路線名：那智勝浦町道大門坂線
- 区間：和歌山県東牟婁郡那智勝浦町大字市野々（いちのの） - 那智勝浦町大字那智山（なちさん）
- 延長：1.0km

## 周辺情報
- 紀の松島
- 南紀勝浦温泉
- 狼煙半島

## 交通アクセス
- JRきのくに線紀伊勝浦駅から熊野御坊南海バス那智山行き20分、大門坂および熊野古道　バス停下車
  - 熊野交通時刻表　JR紀伊勝浦駅